# Bandrehalli, Madhugiri
Bandrehalli là một làng thuộc tehsil Madhugiri, huyện Tumkur, bang Karnataka, Ấn Độ.